# Yahpp
Yahpp(이얍)은 대한민국의 작곡가이자 게임 제작자이다. 1996년 첫 앨범 '이얍승부'를 통해 음악가로써 정식 데뷔했다.

## 개요
펌프 잇 업의 자체 곡을 만드는 사운드 팀 반야(BanYa)의 소속이었지만 Zero 이후 안다미로에서 퇴사하고 프리랜서로 독립하였다. NX에 등장한 '반야 프로덕션(BanYa Production)'은 위의 Zero 이후 안다미로에서 퇴사한 남은 작곡가들이 창업하여 별도로 독립한 팀이다. 해당 시리즈에 많은 곡을 작곡했고,  해당 시리즈를 통해 인지도가 높아졌다. 2007년 발매된 펌프 잇 업 NX부터 현재의 Yahpp으로 이름 표기를 통일하고, 작곡 외에 디렉터가 되어 직접 제작에도 참여했다. 아스트로레인저에도 참여했고 계속 게임 음악 작업 및 창작 활동을 해오고 있으며, 대한민국 외에도 아메리카를 중심으로 작품이 인지도가 있는 편으로 특히 남아메리카에서는 그의 단독 콘서트가 열리기도 했다. 대표곡으로는 파이널 오디션시리즈와 무혼등이 있다. 현재까지 이얍은 오리지널 제작을 그만두었기 때문에 그 이후에는 등장이 없었다. 최근 한 지인의 말에 따르면 낚시게임 그랑메르 OST 작업을 하셧다고 한다.(2011년 2월) 그러나 뜬금없이 PIU 2015 티저 영상에서 신곡을 제공하는 것으로 확인되었다.

## 경력
- 1996년 - 싱글 '이얍승부'로 데뷔
- 1999년
  - 9월 - 펌프 잇 업(이하, PIU)에 BanYa 명의로 참여. 각종 효과음 담당.
  - 12월 - PIU 2nd Remix에 싫어, 코울, 파이널 오디션, 엑스트라바간자 등 작곡.
- 2000년
  - 5월 - PIU 3rd O.B.G에 파이널 오디션 2, 태동, 프리스타일(피트 허니 패밀리), 그녀는 피자를 좋아해(이얍승부 1집에도 수록) 등 작곡
  - 9월 - PIU 3rd S.E에 무혼 등 작곡
  - 12월 - PIU Perfect Collection에 N, 롤링 크리스마스 작곡
- 2001년 2월 - PIU EXTRA에 파이널 오디션 에피소드 1 등 작곡, 아크 셰이드(Arch Shade)에도 곡 제공. 아크 셰이드에 제공한 곡은 이후 PIU NX에 다시 사용되었음.
- 2002년 1월 - PIU Rebirth에 윌 O' 더 위스프, 부크등 작곡.
- 2003년 10월 - PIU PREX3에 비, 비트 오브 더 워, 컴 투 미 등 작곡.
- 2004년
  - 4월 - PIU EXCEED에 파이널 오디션 3, 태동 2, X-트림 등 작곡.
  - 12월 - PIU EXCEED2에 무혼 2, 캐논-D 등 작곡.
- 2006년
  - 2월 - PIU ZERO에 비트 오브 더 워 2, 위치 닥터, 러브 이스 어 데인저 존 pt. 2, 러브 이스 어 데인저 존 pt. 2 어나더 등 작곡
  - 12월 - PIU NX에 게임 디렉터로 참여 및 위치 닥터 #1, 아크 오브 다크니스, 키메라, 불놀이야, 파이널 오디션 에피소드 2-1와 에피소드 2-2 등 작곡
- 2007년
  - 12월 - PIU NX2에 게임 디렉터로 참여 및 무혼 1.5, 패스터 Z, 펌트리스 꽈트로 등 작곡
  - (시기불명) - 아스트로 레인저에 비트 오브 더 워 2 (D&G) 등을 제공
- 2009년 - PIU NX Absolute에 블레이즈 이모션, 캐논 X.1, 젓가락 변주곡, 파이널 오디션 에피소드 2-X 등 작곡
- 2010년 - PIU Fiesta에 X-트리, 소서리즈 엘리제 등 작곡
- 2015년 - PIU Prime에 레드 스완, 히아신스, 블레이즈 이모션 (밴드 버전) 등 작곡

## 음반

### 정규 음반
- 이얍승부(1997년, EMI)
- YAHPP 1ST SINGLE '胎動' (2007년 2월 4일, 디지털 음원)
  - Producer YAHPP, Guitar : ewha, DJ & Programming : msgoon)

### 참여 음반
- Banya 1st Album(2000년, 도레미 레코드 발매)
- Banya 2nd Album(2002년)
- Banya 3rd Album(2004년)